# Надгробни споменик војводи Павлу Цукићу
Надгробни споменик војводи Павлу Цукићу је подигнут 1817. године, означава место где је сахрањен српски војвода из времена Првог и Другог српског устанка. Споменик се налази у Рогачи, насељеном месту на територији градске општине Сопот. Представља непокретно културно добро као споменик културе.
Споменик је израђен од тврђег пешчара зеленкасте боје, који по облику и обради представља типски надгробни белег београдског подручја из периода два последња века. Челоглави споменик има облик издуженог квадра са заобљеним завршетком и испупчењем у средини, које иде целом дебљином каменог блока. Декоративна обрада изведена је уобичајеним поступком урезивања и плитке пластике, стилизованом представом људске фигуре која је такође типична за ово време и локалитет. Лепо отесана хоризонтална плоча нема никаквих украса. На појединим местима на горњој страни назире се урезана линија, која је ишла дуж бридова. Поред Цукићевог споменика пронађена су и два мања камена белега без натписа, дубоко утонула у земљу.